# Spermacoce pauciflora
Spermacoce pauciflora är en måreväxtart som beskrevs av Vell.. Spermacoce pauciflora ingår i släktet Spermacoce och familjen måreväxter. Inga underarter finns listade i Catalogue of Life.